# Wunibald Deininger
Wunibald Deininger (* 5. März 1879 in Wien; † 24. August 1963 in Salzburg) war ein österreichischer Architekt.

## Leben
Wunibald Deininger wurde am 5. März 1879 als Sohn von Ludmilla Schönfuss und des Architekten Julius Deininger in Wien geboren. Nach Abschluss der Staatsgewerbeschule in Wien studierte Deininger von 1898 bis 1902 an der Akademie der bildenden Künste bei Victor Luntz und später bei Otto Wagner. Während des Ersten Weltkriegs leistete Deininger seinen Kriegsdienst in Italien ab. Ab 1931 unterrichtete er als Professor für Hochbau und Raumkunst an der Technischen Hochschule Graz. 1933 bis 1935 und in den Jahren 1942 bis 1943 war er Dekan der Fakultät für Architektur an der Technischen Hochschule Graz. Am 16. Mai 1938 beantragte er die Aufnahme in die NSDAP und wurde rückwirkend zum 1. Mai desselben Jahres aufgenommen (Mitgliedsnummer 6.346.929).
Wunibald Deininger schuf als Schüler Otto Wagners aus Tradition und Moderne seinen eigenen Stil – also ein Erhalter und Erneuerer zugleich.

## Auszeichnungen
- 1901 erhielt Deininger den Gundel-Preis.
- 1925 wurde ihm für das Festspielehausprojekt Salzburg die Goldene Staatsmedaille für Kunst und Wissenschaft verliehen.
- Im Salzburg Museum wird in einer Ausstellung das Lebenswerk Deiningers präsentiert.[3]

## Werke

### Wohn-, Geschäfts- und Gewerbebauten
| Foto  |                 | Baujahr   | Name                                                                  | Standort                                        | Beschreibung | Metadaten                                                                           |
| ----- | --------------- | --------- | --------------------------------------------------------------------- | ----------------------------------------------- | --- | ----------------------------------------------------------------------------------- |
| ja BW | Datei hochladen | 1899      | Wohn- u. Geschäftshaus „Römerhof“                                     | Wien 1, Wipplingerstraße 2 Standort             | Anmerkung: mit Julius Deininger, nach Kriegsschäden Fassadendekor reduziert                                                 | P84(Architekt):Wunibald Deininger, Julius Deininger P131(Ort):Wien Region-ISO:AT-9  |
| ja    | Datei hochladen | 1902      | Flora-Hof HERIS-ID: 10442 Objekt-ID: 6501                             | Wiedner Hauptstraße 88, 1050 Wien Standort      | | P84(Architekt):Wunibald Deininger, Oskar Laske P131(Ort):Margareten Region-ISO:AT-9 |
| ja    | Datei hochladen | 1902      | Villa Wolf                                                            | Wien 17, Dornbacherstraße 84 Standort           | | P84(Architekt):Wunibald Deininger P131(Ort):Wien Region-ISO:AT-9                    |
| BW    | Datei hochladen | 1904–1905 | Villa Ladewig                                                         | Markt 95, Gutenstein, NÖ Standort               | Anmerkung: mit Julius Deininger                                                                                             | P84(Architekt): P131(Ort):                                                          |
|       | Datei hochladen | 1910      | Wohn- und Geschäftshaus der Möbelfabrik Richard Ludwig                | Wien 6, Hofmühlgasse 4                          | zerstört | P84(Architekt): P131(Ort):                                                          |
| ja    | Datei hochladen | 1911      | Wohn- und Geschäftshaus Rudolf Reisz                                  | 28. října 49/23, Ostrava Standort               | | P84(Architekt): P131(Ort):                                                          |
| BW    | Datei hochladen | 1914      | Villa                                                                 | Wien 18, Starkfriedgasse 25 Standort            | Anmerkung: mit Rudolf Truska                                                                                                | P84(Architekt):Wunibald Deininger P131(Ort):Wien Region-ISO:AT-9                    |
|       | Datei hochladen | 1922–1924 | Wohnhausanlage Gartensiedlung                                         | Salzburg, Plainstraße 59 Standort               | verändert | P84(Architekt): P131(Ort):                                                          |
|       | Datei hochladen | 1924      | Doppelhaus Rieder & Sohn                                              | Salzburg, Ignaz-von-Heffter-Straße 6 Standort   | verändert | P84(Architekt): P131(Ort):                                                          |
| ja    | Datei hochladen | 1924–1926 | Kieselgebäude HERIS-ID: 36697 Objekt-ID: 35678                        | Rainerstraße 19-23 Standort                     | verändert Das Gebäude der Buch- und Kunstdruckerei Kiesel an der Rainerstraße in Salzburg, im ursprünglichen Zustand (1926) | P84(Architekt): P131(Ort):Salzburg Region-ISO:AT-5                                  |
| ja    | Datei hochladen | 1926–1927 | Zweifamilienhaus Dr. Grete Deininger HERIS-ID: 46480 Objekt-ID: 48533 | Salzburg, Arenbergstraße 29a Standort           | | P84(Architekt): P131(Ort):Salzburg Region-ISO:AT-5                                  |
| ja    | Datei hochladen | 1927–1929 | Wohnhaus Aschenbrenner                                                | St.Johann im Pongau, Sbg., Pöschlweg 2 Standort | | P84(Architekt): P131(Ort):                                                          |
| BW    | Datei hochladen | 1938      | Offizierswohnhäuser                                                   | Graz, Stmk., Baiernstraße 125–129 Standort      | | P84(Architekt): P131(Ort):                                                          |
| BW    | Datei hochladen | 1938–1939 | Haus Franz und Rosa Gollhofer                                         | Salzburg, Blumensteinstraße 5 Standort          | Anmerkung: mit Josef Jenner                                                                                                 | P84(Architekt): P131(Ort):                                                          |
| ja    | Datei hochladen | 1957–1959 | Haus Wilhelm und Grete Lanz                                           | Salzburg, Aignerstraße 28 Standort              | Anmerkung: mit Josef Jenner                                                                                                 | P84(Architekt): P131(Ort):                                                          |

### Öffentliche Bauten
| Foto |                 | Baujahr   | Name                                                           | Standort                                                                              | Beschreibung                                                                              | Metadaten                                                                    |
| ---- | --------------- | --------- | -------------------------------------------------------------- | ------------------------------------------------------------------------------------- | ----------------------------------------------------------------------------------------- | ---------------------------------------------------------------------------- |
| ja   | Datei hochladen | 1904      | Mährisch-Ostrauer Handels- und Gewerbebank · Wikidata          | Mährisch-Ostrau, Mähren / Ostrava, CZ, ehem. Reichsstraße 2–4 Standort                | Anmerkung: mit Julius Deininger, Wettbewerb, 1. Preis                                     | P84(Architekt): P131(Ort):Mährisch Ostrau Region-ISO:CZ-80                   |
| ja   | Datei hochladen | 1906–1907 | Neue Wiener Handelsakademie HERIS-ID: 47806 Objekt-ID: 51122   | Hamerlingplatz 5, 6 Standort                                                          | Anmerkung: mit Julius Deininger, Wettbewerb 1. Preis, verändert                           | P84(Architekt): P131(Ort):Josefstadt Region-ISO:AT-9                         |
|      | Datei hochladen | 1906–1907 | Beamtenkurhaus zum Goldenen Kreuz                              | Karlsbad / Karlovy Vary, Waldzeile 24-16                                              | Anmerkung: mit Julius Deininger                                                           | P84(Architekt): P131(Ort):                                                   |
| ja   | Datei hochladen | 1907–1910 | Höhere Bundeslehr- und Versuchsanstalt für chemische Industrie | Wien 17, Rosensteingasse 79 Standort                                                  | Anmerkung: mit Julius Deininger                                                           | P84(Architekt): P131(Ort):Wien Region-ISO:AT-9                               |
| ja   | Datei hochladen | 1912–1913 | Hotel National · Wikidata                                      | 28. října 238/55 Mährisch-Ostrau, Mähren / Ostrava, CZ, ehem. Reichsstraße 9 Standort | Anmerkung: stark verändert                                                                | P84(Architekt):Wunibald Deininger P131(Ort):Mährisch Ostrau Region-ISO:CZ-80 |
| ja   | Datei hochladen | 1925      | Stadttheater und Kino Hallein HERIS-ID: 9210 Objekt-ID: 5181   | Kuffergasse 2 Standort                                                                | Anmerkung: mit Martin Knoll, Umbau von Heinz Tesar                                        | P84(Architekt): P131(Ort):Hallein Region-ISO:AT-5                            |
| ja   | Datei hochladen | 1925–1927 | Roittner Turnhalle                                             | Salzburg, Rupertgasse 11 Standort                                                     | Anmerkung: mit Martin Knoll                                                               | P84(Architekt): P131(Ort):                                                   |
|      | Datei hochladen | 1926      | Sanatorium Wehrle                                              | Salzburg, Haydnstraße 18 Standort                                                     | verändert                                                                                 | P84(Architekt): P131(Ort):                                                   |
| ja   | Datei hochladen | 1927–1928 | Salzburger Rettungsheim mit Museum der Rettungsgesellschaft    | Salzburg, Paris-Lodron-Straße 8A Standort                                             | Anmerkung: heute Rotes Kreuz, Adresse bei AZW Dr.-Karl-Renner-Straße 7 dürfte falsch sein | P84(Architekt): P131(Ort):                                                   |
| ja   | Datei hochladen | 1930      | Polizeikaserne Salzburg                                        | Rudolfsplatz 3, Salzburg Standort                                                     |                                                                                           | P84(Architekt): P131(Ort):                                                   |
| BW   | Datei hochladen | um 1948   | Hotel Eden Seefeld                                             | Seefeld in Tirol, Münchnerstraße 136 Standort                                         |                                                                                           | P84(Architekt): P131(Ort):                                                   |